# Cserey-Fischer-kastély
A Cserey-Fischer-kastély műemlék épület Romániában, Szatmár megyében. A romániai műemlékek jegyzékében az  SM-II-m-B-05359 sorszámon szerepel. A Tasnádi Városi Múzeum található benne.